# ばにあ
ばにあ (VANIR) は、かつて東日本フェリーが所有し、北海道と青森県を結んでいたフェリーである。船名は北欧神話に登場するヴァニル (Vanir) という神族の名から命名されている。

## 概要
「ばにあ」が建造された時、同型の船が3隻建造され、「ばにあ」は2番船にあたるが、他の2隻「ぼらん」と「べえだ」は「ばにあ」より早く引退した。「ばにあ」は当初室蘭 - 八戸航路を運航していたが、1999年4月のダイヤ改定時に青函航路（青森 - 函館）に転配された。
2007年9月1日、青函航路に高速フェリー「ナッチャンRera」の就航に伴うダイヤ改定によって在来船の便数が減少したことにより、同じく青函航路を担当していた「ほるす」とともに引退となった。しかし、2007年11月1日付で小型在来船「びいな」に代わって青函航路に復帰した。
東日本フェリーの撤退後は、同じリベラホールディングス傘下で東日本フェリーグループの道南自動車フェリーに移管され、2008年12月5日青森発函館行の朝便をもって引退。東日本フェリー時代および僅かながらも道南自動車フェリー時代で就航していた24年間という長き営業航海に幕を下ろした。
引退後は港町埠頭に回航されていたが、インドネシアのフェリー会社「PT. Jemla Ferry」に売却された。2015年9月現在、「JAGANTARA」の船名で運航されている。

## 設備
以下は東日本フェリー公式サイトに記載されていた船体・船内設備の案内に基づく。

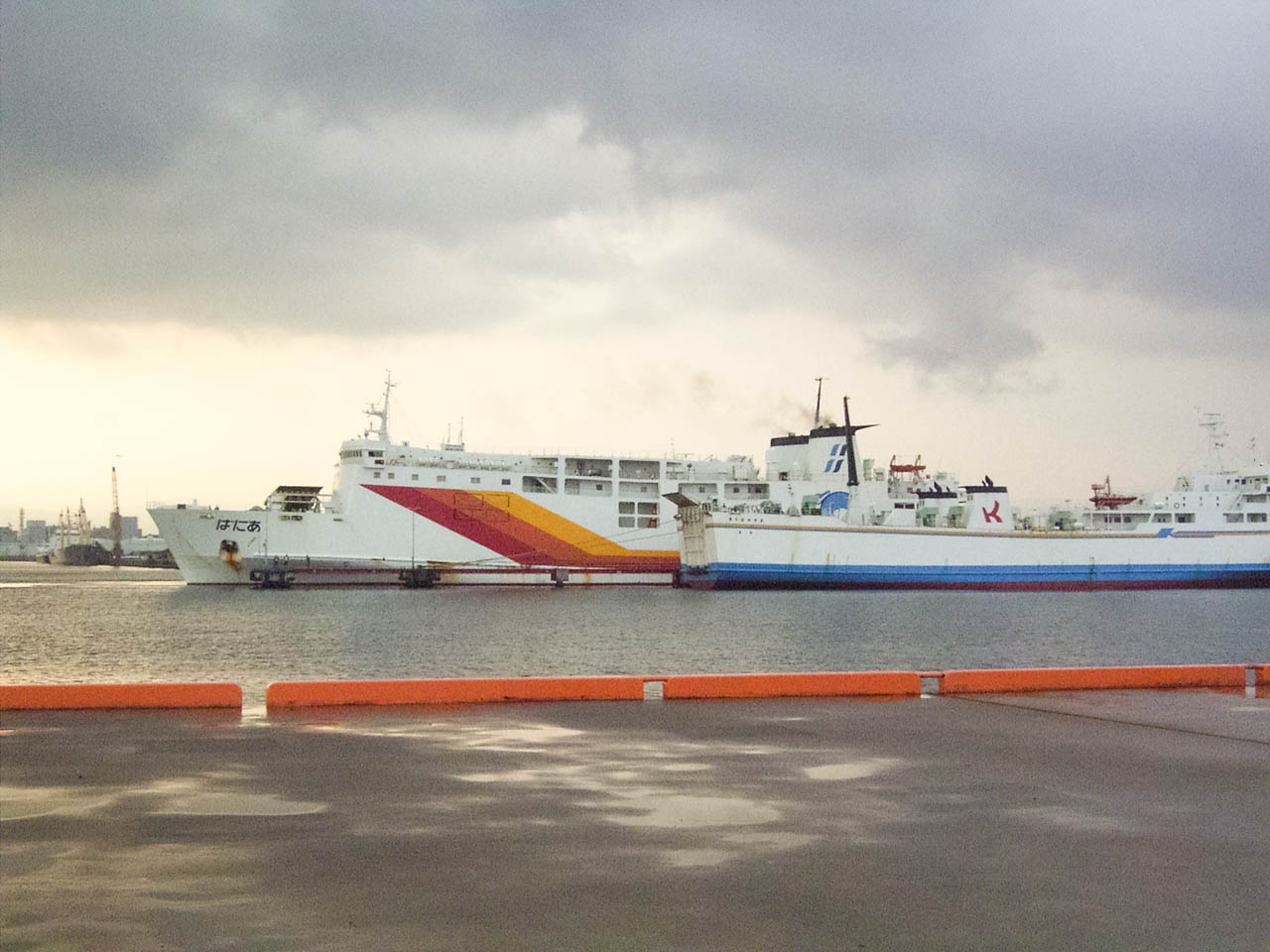
青森港フェリーターミナル
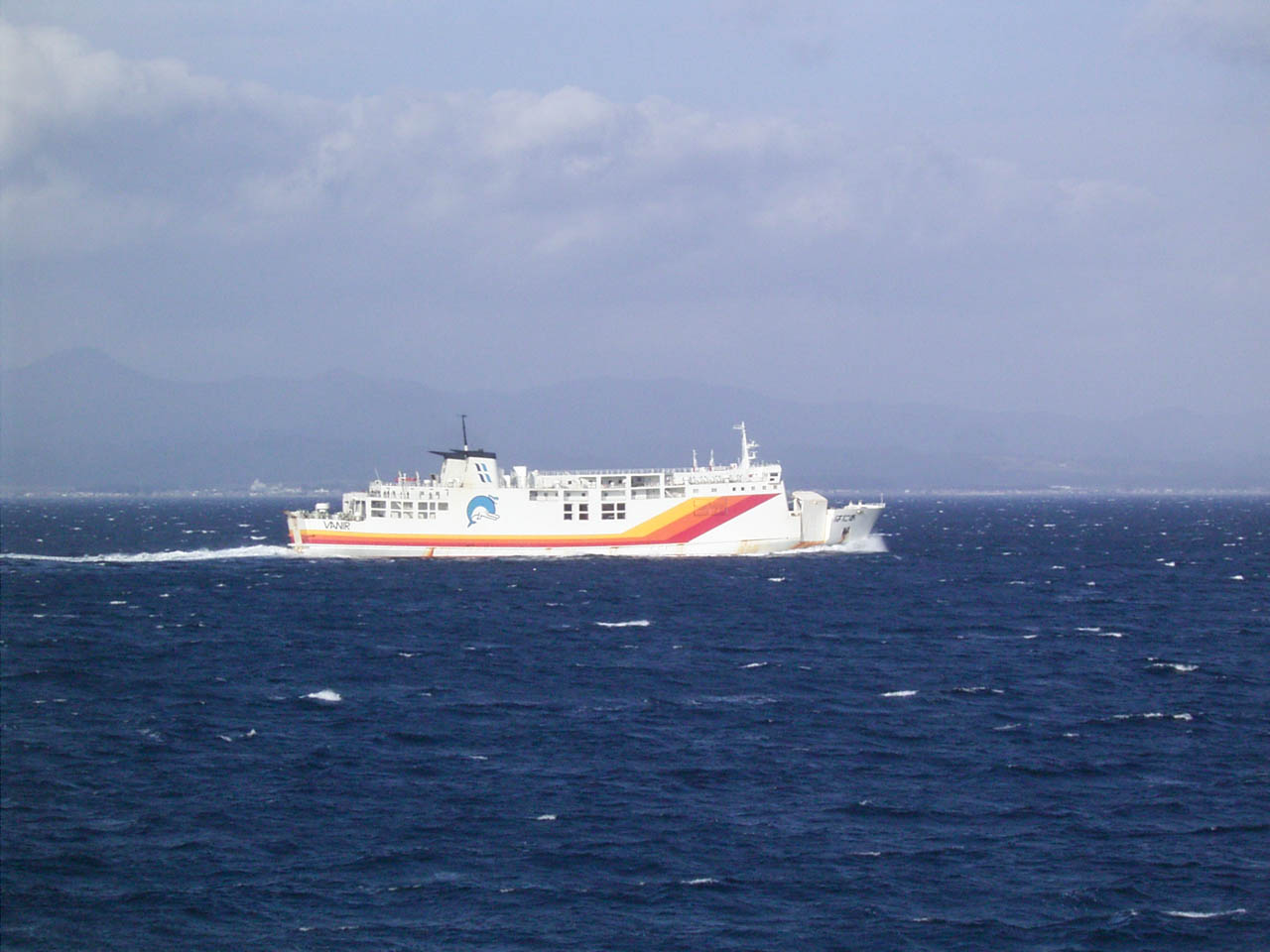
陸奥湾を航行中
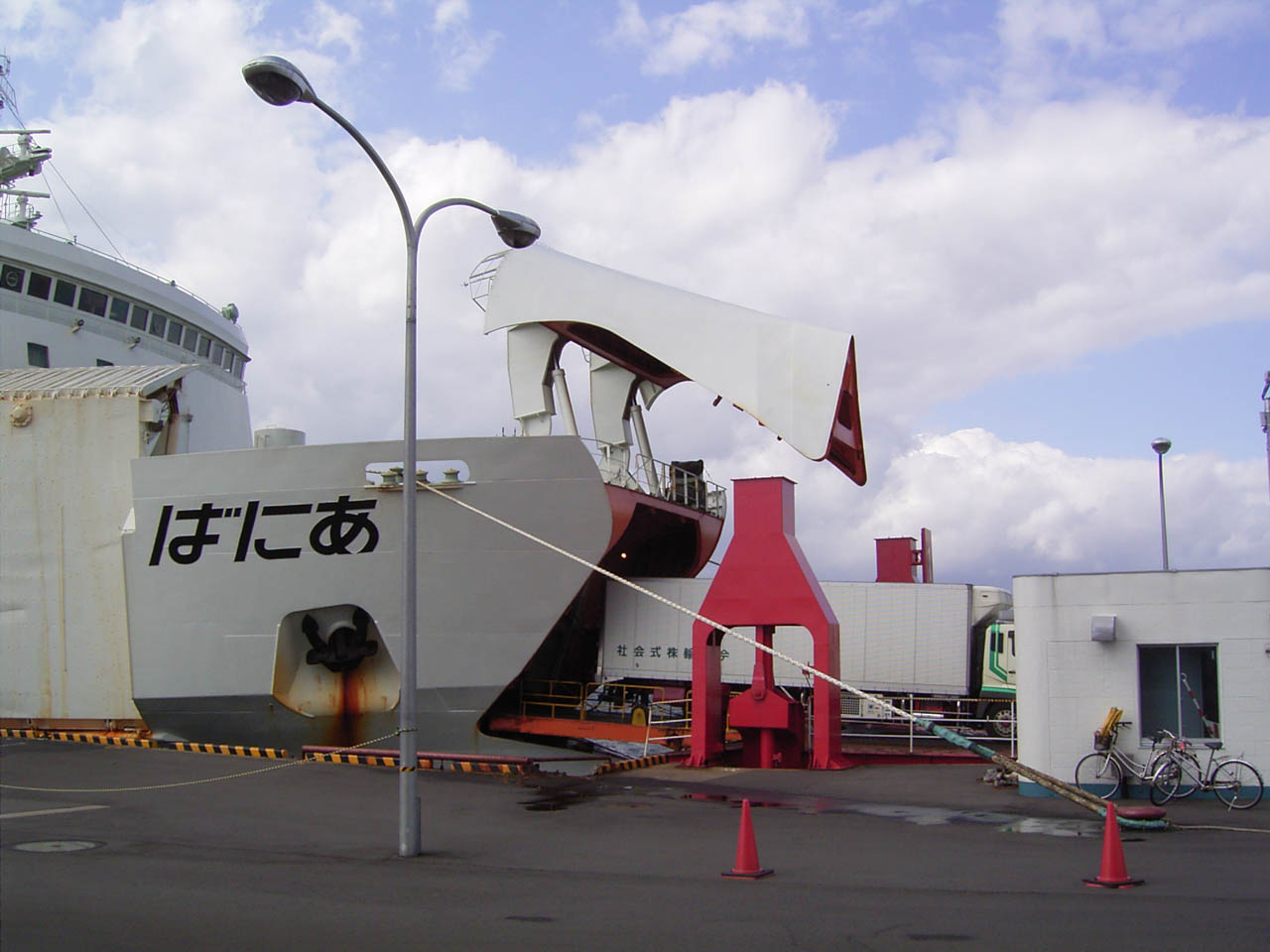
函館港フェリーターミナル
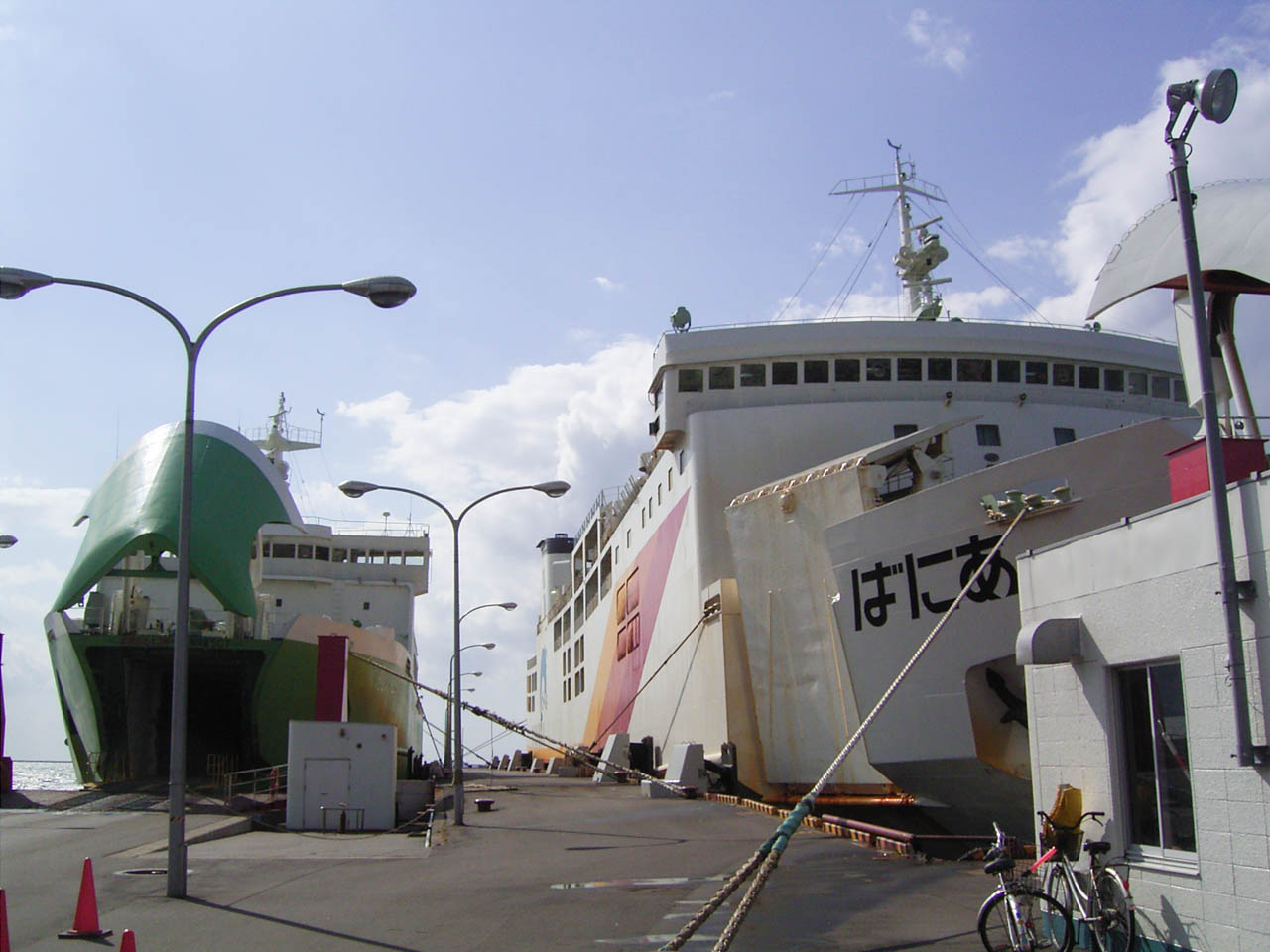
函館港フェリーターミナル
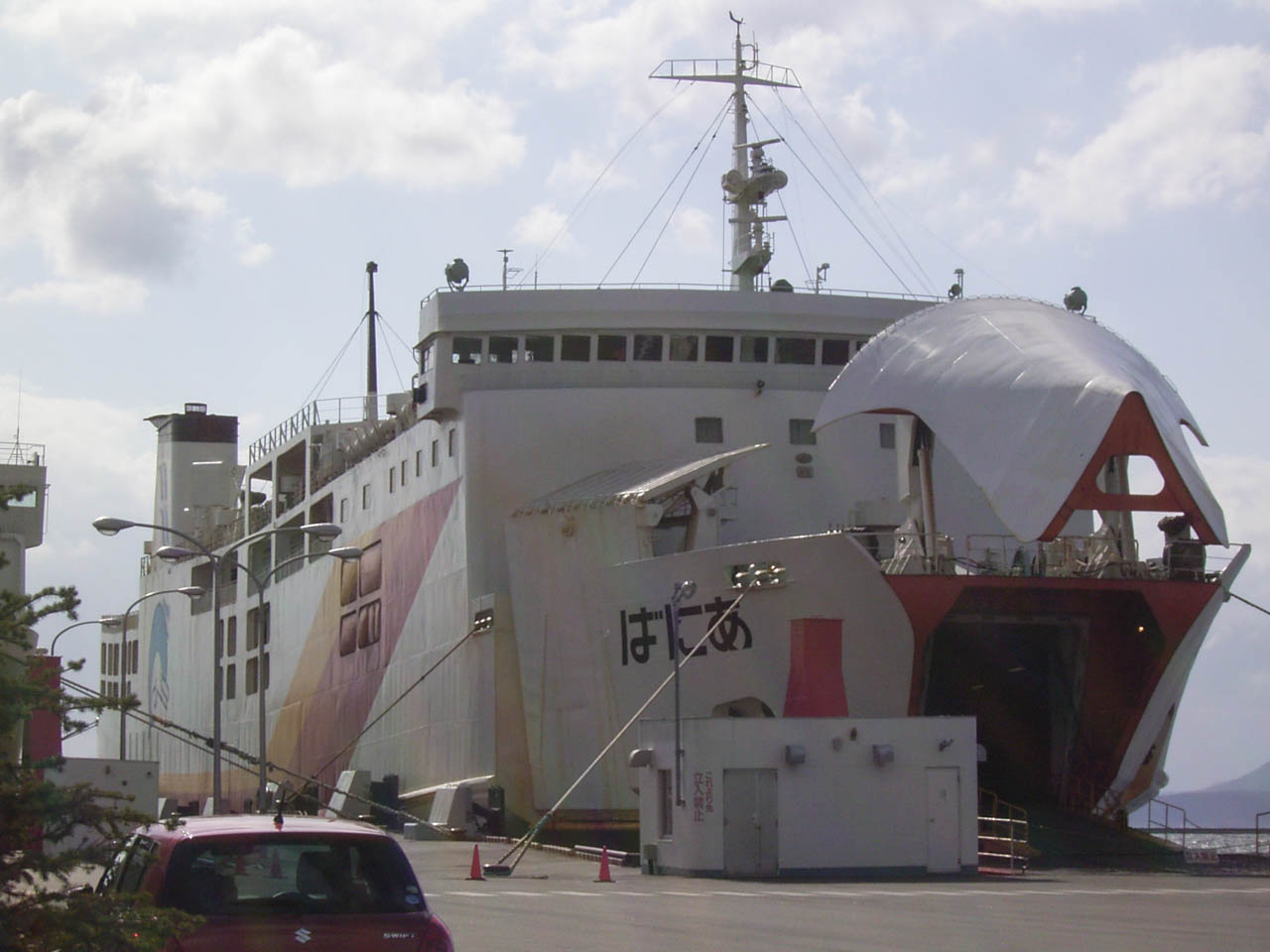
函館港フェリーターミナル

Aデッキ
- ロビー
- 多目的ホール

Bデッキ
- 特等洋室（2名部屋）
- 1等洋室（4名部屋）
- 2等寝台
- 2等和室
- トラックドライバー室
- 案内所・売店
- 自動販売機コーナー
- ゲームコーナー
- ベビーコーナー
- シャワー室（紳士用・婦人用）

- 青森港フェリーターミナル
- 陸奥湾を航行中
- 函館港フェリーターミナル
- 函館港フェリーターミナル
- 函館港フェリーターミナル